# Nanos ankaranae
Nanos ankaranae là một loài bọ cánh cứng trong họ Bọ hung (Scarabaeidae).